# 舎衛寺
舎衛寺（しゃえいじ）は岐阜県岐阜市城田寺にある真言宗御室派の寺院。船田合戦終焉の地の碑がある。
平安時代前期の天慶5年（942年）に天から舎衛国と書かれた旗が降り落ちてきたため、その奇瑞により寺を建立し舎衛寺と命名した。また、旗が堕ちてきたことに因み別名を旗堕寺と称した。所在地の地名である城田寺は旗堕寺の転訛したものである。本尊の釈迦如来坐像はそのころのもので、岐阜県指定の重要文化財となっている。保元元年（1156年）には後白河天皇の発願により阿弥陀如来と薬師如来が納められたと伝わる。戦国時代の明応4年（1495年）に起きた船田合戦で土岐成頼は当寺で出家し隠棲を余儀なくされた。また、その翌年に船田合戦の決戦である城田寺城の戦いで焼失して現在地に再建される。

## 文化財

### 岐阜県指定文化財
- 木造釈迦如来坐像
- 金銅割五鈷杵

### 岐阜市指定文化財
- 絹本着色妙観察智弥陀像
- 両界念誦次第
- 舎衛寺縁起